# كاو بو
كاو بو (بالصينية: 曹波) هو دراج صيني، ولد في 14 مايو 1992.

## وصلات خارجية
- كاو بو على موقع أرشيف الدراجات (الإنجليزية)
- كاو بو على موقع إحصائيات الدراجات الإحترافية (الإنجليزية)
- كاو بو على موقع نسبة الدراجات (الإنجليزية)
- كاو بو على موقع CycleBase (الإنجليزية)